# 中臣黒田
中臣黒田（なかとみ の くろだ）は、古墳時代の豪族。

## 概要
中臣鎌子の長男。兄弟に中臣勝海、子に中臣常盤がいる。姓は連か。